# Amanti per burla
Amanti per burla (The Cradle Snatchers) è un film del 1927 diretto da Howard Hawks. La sceneggiatura si basa sul lavoro teatrale Cradle Snatchers di Russell G. Medcraft e Norma Mitchell andato in scena con grande successo a Broadway il 7 settembre 1925.

## Trama
Tre mogli - Susan Martin, Ethel Drake e Kitty Ladd - si accordano per mettere i bastoni tra le ruote ai rispettivi mariti che stanno flirtando con tre ragazze contattando tre studenti del college - Henry, Oscar e Joe - che dovranno corteggiarle durante una festa.

## Produzione
Il film fu prodotto da William Fox per la Fox Film Corporation che, nel 1929, produsse un altro adattamento dalla commedia originale, un musical dal titolo Why Leave Home?. Nel 1943, la Paramount produsse Vogliamo dimagrire, una commedia musicale interpretata da Bob Hope e Betty Hutton, parzialmente basata su Cradle Snatchers.

## Distribuzione
Il copyright del film, richiesto dalla Fox Film Corp., fu registrato il 24 aprile 1927 con il numero LP23985. Distribuito dalla Fox, il film uscì nelle sale statunitensi il 28 maggio 1927 con il titolo originale The Cradle Snatchers. In Austria, fu ribattezzato Lockvögel, in Brasile Elas por Elas, in Francia Si nos maris s'amusent, in Spagna Donde las dan, las toman.
Copia della pellicola viene conservata negli archivi della Library of Congress.